# Cecropis hyperythra
A Cecropis hyperythra a verébalakúak (Passeriformes) rendjébe, ezen belül a fecskefélék (Hirundinidae) családjába és a Cecropis nembe tartozó faj. Egyes szerzők a vörhenyes fecske alfajának tekintik. 19 centiméter hosszú. Srí Lanka területén él. Rovarevő. Áprilistól augusztusig költ.

## Fordítás
- Ez a szócikk részben vagy egészben  a   Sri Lanka swallow című angol Wikipédia-szócikk fordításán alapul.  Az eredeti cikk szerkesztőit annak laptörténete sorolja fel. Ez a jelzés csupán a megfogalmazás eredetét és a szerzői jogokat jelzi, nem szolgál a cikkben szereplő információk forrásmegjelöléseként.